# Jules Bastin (zanger)
Jules Bastin (18 augustus 1933, Pont, Bellevaux-Ligneuville - 2 december 1996, Waterloo) was een Belgische bas en operazanger.

## Biografie
Bastin werd op het eind van zijn middelbare studies bij een koorconcert ontdekt door Frédéric Anspach. Hij werd diens leerling en ging studeren aan Koninklijk Conservatorium in Brussel.
In 1960 maakte hij zijn debuut in de Brusselse Koninklijke Muntschouwburg. Internationaal viel hij meermaals in de prijzen. In 1962 won hij de eerste prijs op het Internationaal Vocalisten Concours 's-Hertogenbosch en in 1963 won hij de eerste prijs voor zang op het Internationaler Musikwettbewerb der ARD in München. Hij zong de volgende jaren in de grote operahuizen van Europa. Bastin overleed in 1996.
In 2005 werd hij door de RTBF genomineerd voor de verkiezing van Grootste Belg.